# Lensia multicristoides
Lensia multicristoides är en nässeldjursart som beskrevs av Zhang och Ling 1988   . Lensia multicristoides ingår i släktet Lensia och familjen Diphyidae. Inga underarter finns listade i Catalogue of Life.